# Eragrostis riobrancensis
Eragrostis riobrancensis är en gräsart som beskrevs av Emmet J. Judziewicz och Paul M. Peterson. Eragrostis riobrancensis ingår i släktet kärleksgrässläktet, och familjen gräs. Inga underarter finns listade i Catalogue of Life.